# Тейло
Святой Тейло (валл. Teilo, лат. Teliarus/Teliavus, брет. Teliau/Telo, фр. Télo/Théleau; ок. 500 — 9 февраля ок. 560) — валлийский святой, монах и епископ Лландафа. Имя на корнском языке — Элиуд (корн. Eliud). День памяти — 9 февраля.
Двоюродный брат, друг и ученик святого Давида, он основал первую церковь в Лландафе, где впоследствии и был похоронен. Он также основал церковь в Лландейло и аббатство в Пеналли.
Является покровителем Кардиффа.

## Жизнь
Родился в Пеналуне (Пеналли) приблизительно в 500 году. Отцом Тейло считают Энсиха ап Хидуна, брата Анауведы и дядю святых Исвайла и Эутогуи. В некоторых современных источниках его дедом указывается Кередиг, сын Кунеды; таким образом, он является членом королевской семьи Гвинеда, к которой также причисляется и святой Давид. Тем не менее, это утверждение является сомнительным и главным образом основано на рукописях Иоло, которые оказались подделкой Эдварда Уильямса. По другой версии Уссилт ап Хидун был отцом Аноуэды, которая была второй женой Будика II(ум.570) и матерью для святых Теудрига (ум.586), Канны, Исвайла, Тифея и Эутогуи
Тейло учился в школах при двух монастырях, которыми руководили святые. Первый был основан известным миссионером и просветителем Дивригом, а вторым руководил Павлин Валлийский в «Уинчди-Ланткенди» (предположительно Уитленд). Там он познакомился и подружился со святым Давидом.
Как и многие епископы-основатели, Тейло, по всей видимости, был неплохим воином. Вместе с товарищами Аэдданом и Исфаэлем он отправился в Минив (Сент-Дейвидс), где Давид основал аббатство, и изгнал ирландского пирата по имени Бвия, убил его скот и сжёг крепость дотла. Он стал преемником Диврига на посту епископа Лландаффа после того, как тот удалился на острове Бардси. Тейло основал первую церковь в Лландаффе, возглавил монастырскую школу и стал епископом в Гливисинге и Гвенте.
В 540-х годах Британию поразила Юстинианова чума. В 549 году Тейло с небольшой группой монахов переехал в Доль в Бретани. Там он оставался семь лет и семь месяцев и, таким образом, уехал в 556 или 557 году, хотя некоторые источники предполагают, что это случилось чуть раньше, в 554 году. Монахи проехали через Думнонию и исповедовали короля Герайнта, а после присоединились к Самсону Дольскому в Доле: по сей день посаженные ими фруктовые рощи известны как рощи Тейло и Самсона. Легенда гласит, что король Арморики Будик II попросил Тейло усмирить агрессивного крылатого дракона; святой укротил тварь и приковал его к скале в море недалеко от Бретани.
По возвращении в Лландейло, он стал одним из самых почитаемых людей в Уэльсе. Он скончался там 9 февраля (год точно неизвестен, предположительно это случилось около 560 года). По легенде после этого тело Тейло чудесным образом стало тремя, вероятно, потому, что мощи были нужны трём храмам: собору Лландаффа, церкви в Лландейло и аббатству в Пеналли. Одна гробница находится справа от алтаря Лландаффского собора: его череп хранится в южной часовне в реликварии, который находился во владении рода Мэтью в 1480—1658 годах после того, как сэр Дэвид Мэтью восстановил усыпальницу святого Тейло, которую осквернили пираты Бристона. Есть свидетельства о происходивших у гробницы святого чудесах.

## Почитание
Святому Тейло посвящены как минимум 25 церквей и школ в Уэльсе, Бретани, Корнуолле и Девоне. В Бретани в его честь названы три деревни: Ландело, Ланделиа и Сен-Тело.
Фестиваль в честь святого Тейло отмечается в разное время года в разных местах: 9 февраля в Уэльсе и в Сен-Тело; 29 ноября в Доле; и 25 ноября в остальных церквях Бретани. После перехода на Григорианский календарь в 1752 году праздник в Лландейло в Уэльсе проводился не 9-го числа, а одиннадцатью днями позже, 20-го числа или в первое воскресенье после этой даты.

## Молитвы
Тропарь, глас 4

As a fountain of the true Faith,

thou didst issue forth the life-giving waters of salvation, O Hierarch Teilo.

Wherefore, we implore thee,

intercede with Christ our God

that our souls may be saved.

Кондак, глас 1

O teacher of pure doctrine, joy of monastics

and Dewi Sant's fellow pilgrim to Jerusalem,

where thou wast elevated to the episcopate, most pious Father Teilo,

we keep festival in thy honour, praying for grace to follow in thy footsteps.